# Gaston Diderich
Gaston Diderich (Luxemburg-Stad, 18 juni 1884 - Luxemburg, 12 april 1946), was een Luxemburgs jurist en politicus.
Gaston Diderich was aanvankelijk lid van de Ligue Libérale (Liberale Liga) en was in 1924, na het uiteenvallen van de LL, medeoprichter van de Parti Radical-Socialiste (Radicaal-Socialistische Partij). In 1932 ging de PRS op in de Parti Radical Libéral (Radicaal-Liberale Partij). In 1945 werd hij lid van de nieuwe liberale partij Groupement Patriotique et Démocratique (Patriottische en Democratische Groep).
Gaston Diderich was van 1918 tot 1940 en van 1945 tot 1946 lid van de Kamer van Afgevaardigden. In 1921 volgde hij Luc Housse. Diderich, een echte patriot, weigerde tijdens de Duitse bezetting van Luxemburg met de Duitsers samen te werken. Op 1 december 1940 werden burgemeester Diderich en de gemeentebestuurders door de Duitsers ontslagen. Na de Tweede Wereldoorlog (1945) werd hij opnieuw burgemeester, maar hij overleed reeds in 1946. Hij werd begraven op de Cimetière Notre-Dame in Limpertsberg.

## Voetnoten
1. ↑  Tatsachen aus der Geschichte des Luxemburger Landes, door: Dr. P.J. Muller (1968), blz. 392

- Gemeinsame Normdatei: 126293279
- International Standard Name Identifier: 0000 0000 2388 3564
- Virtual International Authority File: 1000537
- WorldCat: E39PBJB8w6XxY3tv6dD7y4r6rq

François Scheffer · Jean-Baptiste Servais · Baron de Tornaco · Bonaventure Dutreux-Boch · François Scheffer · Constantin Joseph Pescatore · François Scheffer · François Röser · François Scheffer · Fernand Pescatore · Jean-Pierre David Heldenstein · Gabriel de Marie · Jean-Pierre David Heldenstein · Théodore Eberhard · Jean Mersch-Wittenauer · Charles Simonis · Emmanuel Servais · Alexis Brasseur · Émile Mousel · Alphonse Munchen · Léandre Lacroix · Luc Housse · Gaston Diderich · Émile Hamilius · Paul Wilwertz · Colette Flesch · Camille Polfer · Lydie Polfer · Paul Helminger · Xavier Bettel · Lydie Polfer